# 潟上市
潟上市（日语：／ Katagami shi */?）是位於日本秋田縣西北部的市，也是縣內面積最小的市。市名「潟上」因當地面向八郎潟且位於其上方而得名。當地人口主要集中在男鹿線和奧羽本線的沿線地區等地。由於潟上市的地理位置距離秋田市相當近，因此發展成秋田市的通勤城鎮，市内的部分地區正在進行住宅開發。而當地在對外通勤與就學上較依賴秋田市與男鹿市。

## 地理

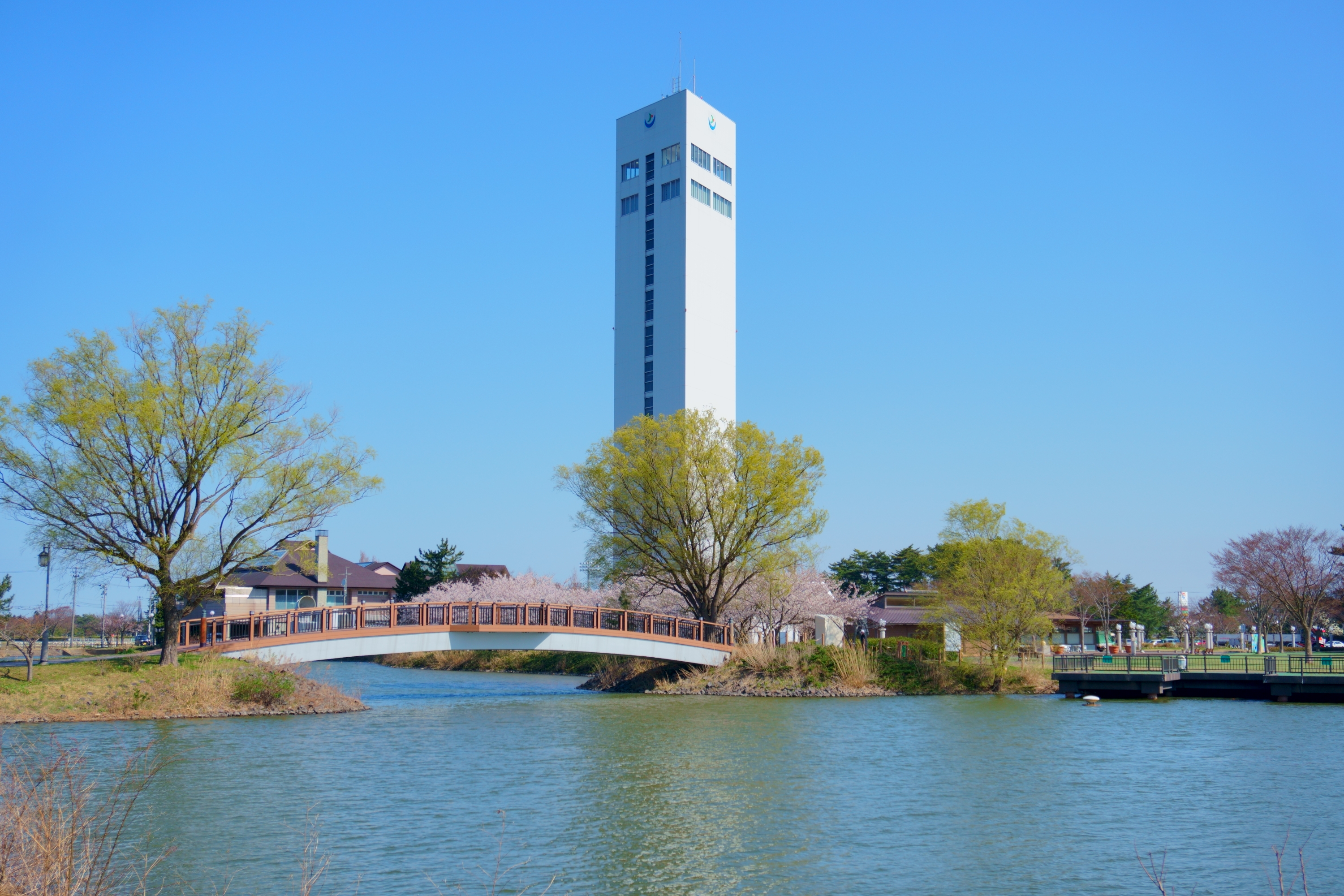
鞍掛沼與天王天空塔

潟上市内約33%的面積被森林覆蓋，35.2%的土地為農業用地。 位於東部的國道7號周邊坐落著許多南北走向的丘陵，並與出羽山地相連。中部和北部地區為秋田平原的北端，且分佈著許多農田。西部地區則是自秋田市延伸的沿海沙丘，並散布著旱田、果園與大小不一的聚落。馬場目川的支流馬踏川與豐川流經市內，並在北邊注入八郎潟。而潟上市内也坐落著鞍掛沼、長沼、昭和高野堤等貯水池。

### 氣候
潟上市屬於日本海側氣候。根據統計，2021年當地的年均溫為12.9℃，年降雨量為1916.5毫米，年日照時數則為1755.7小時。當地冬季會受到強勁的西北季風吹拂，且降雨天數較多。而潟上市的降雨則主要集中在屬於梅雨季節的7月。

## 歷史
根據文獻記載，當地的市名「潟上」源自於平安時代的史書日本三代實錄。當時日本三代實錄在元慶2年（878年）7月10日的癸卯之條中，記載秋田城下名為「方上」的村。而和名類聚抄中也記載秋田郡中名為「方上」的地區。方上中的「方」字意為「潟」，而該地區被認為是包含面向八郎潟，位於其上方一帶的舊天王町、昭和町與飯田川町，故以此作為合併時的新市名。
明治22年（1889年），日本實施町村制，並將當地的村莊合併成天王村、大久保村、豐川村與飯田川村。昭和10年（1935年），飯田川村改制成飯田川町。昭和17年（1942年），大久保町、飯田川町與豐川村合併成昭和町。昭和26年（1951年），天王村改制成天王町。昭和30年至昭和31年（1955年至1956年），金足村的部分地區與豐川村陸續併入昭和町。平成17年（2005年）3月22日，天王町、昭和町與飯田川町合併成現今的潟上市。
昭和58年（1983年）的日本海中部地震造成潟上市共18棟建築全毀與46棟建築半毀。2011年3月11日的日本東北地方太平洋近海地震則在當地引發震度4的地震，並造成20棟非住宅建築全毀。

## 行政
現任市長鈴木雄大於2025年3月在選舉中以自動當選的方式成功連任，其任期將持續至2029年4月。

## 經濟
根據日本2020年的國勢調查統計，潟上市的就業人口中約5.6%從事第一級產業，25.4%的就業人口從事第二級產業，67.5%則從事第三級產業。當地的農業以種植稻米、大豆、毛豆、蔥、日本梨等農產品為主，並且因鄰近八郎潟，因此也能捕獲日本叉牙魚、西太公魚等漁獲。但近年來因當地人口出現少子化與高齡化，因此從事農業的就業人口出現短缺。而潟上市近年來也利用其地理位置發展風力發電，並預計在沿海地區興建離岸風力發電機。

## 教育
潟上市内共有6所小學校與3所中學校。根據2023年5月的統計，市內共有1416名小學生與701名中學生。

## 交通
國道7號與秋田自動車道穿越潟上市的東部地區，國道101號則向西北延伸至男鹿市。而秋田自動車道則在該市與秋田市的轄區邊界設置昭和男鹿半島交流道。鐵路方面，東日本旅客鐵道的奧羽本線和男鹿線通過潟上市。奧羽本線在市內設置大久保站和羽後飯塚站，男鹿線則往西北方延伸並設置出戶濱站、上二田站、二田站與天王站。

## 外部連結
- 潟上市公式 （页面存档备份，存于）（潟上市公所）